# アデルバート・エイムズ
アデルバート・エイムズ（英:Adelbert Ames、1835年10月31日-1933年4月12日）は、アメリカ陸軍の職業軍人であり、南北戦争では北軍の将軍を務め、また米西戦争でも就役した。この間にミシシッピ州の知事と同州選出のアメリカ合衆国上院議員を務めた。1933年に97歳で死去した時、南北戦争に従軍した将軍として最後の生き残りだった。

## 初期の経歴と南北戦争
エイムズはメイン州ロックランドで、ジェシー・エイムズという船長の息子として生まれた。短期間父の船の商船員として働いた後、1861年に陸軍士官学校を卒業したが、これはサムター要塞が南軍の手で陥落させられた後のことだった。士官学校の同期45名の中で5番目の成績を取り、第2アメリカ砲兵隊の少尉に任官された。6日後には中尉に昇進した。1861年7月、第一次ブルランの戦いの時、右太腿に重傷を負ったが、その大砲から離れることを拒んだ。この後で少佐への名誉昇進を果たしたが、遅まきながら1893年にブルランでの英雄的行為に対して名誉勲章を受章した。
翌春任務に戻り、半島方面作戦に参戦して、ヨークタウンの包囲戦、ゲインズミルの戦いおよびマルバーンヒルの戦いに加わった。ポトマック軍砲兵隊長のヘンリー・J・ハント大佐からマルバーンヒルでの功績を称賛され中尉に名誉昇進された。
エイムズは優秀な砲兵士官になっていたが、昇進しようと思えば歩兵隊でのみ可能だということを認識した。エイムズはメイン州に戻って歩兵連隊長に任官されるよう政治的働きかけを行い、1862年8月20日に第20メイン志願歩兵連隊長に任命された。第20メイン志願歩兵連隊はメリーランド方面作戦に参戦したが、アンティータムの戦いでは予備軍に留め置かれたために実戦にはほとんど参加しなかった。フレデリックスバーグの戦いでは、その連隊を率いてメアリーズハイツに対するその日最後の突撃を敢行した。1863年5月のチャンセラーズヴィル方面作戦では、第5軍団長ジョージ・ミード少将の副官を志願した。恐らくはこの参謀任務で影響力あるミードの近くにいたことで、戦闘の2週間後の5月20日に准将に昇進した。エイムズはポトマック軍第11軍団の旅団長となり、第20メイン志願歩兵連隊はジョシュア・チェンバレンに渡すことになったが、チェンバレンはこの連隊を率いて間もないゲティスバーグの戦いで名声を挙げた。
ゲティスバーグではエイムズ自身の功績はチェンバレンのものに届かなかったが、難しい状況下で行動した。7月1日の南軍リチャード・イーウェル中将による大規模攻撃のとき、エイムズの属した師団の指揮官フランシス・C・バーロー准将は第11軍団の他の部隊よりも前にその師団を出して現在はバーロー・ノールと呼ばれる小高い場所を占めた。この突出部は直ぐに攻略されて、バーローは負傷し捕虜になった。エイムズが師団指揮を取って代わり、ゲティスバーグの町を抜けてセメタリーヒルまでの撤退を指揮した。戦いの2日目である7月2日、エイムズのボロボロになった師団はイースト・セメタリーヒルで南軍ジュバル・アーリー少将の猛攻を受けることになったが、他の部隊の助けもあって重要な陣地を保つことができた。ある時点ではエイムズ自身が白兵戦を戦うことになった。戦闘後、第20メイン志願歩兵連隊の兵士達は尊敬の印としてその戦闘旗をエイムズに進呈した。
ゲティスバーグの後、エイムズは旅団長に戻されたが、正規軍の大佐に名誉昇進した。その師団はジョージ・ヘンリー・ゴードン准将が指揮を執り、南部方面軍に配転されてサウスカロライナ州とフロリダ州での任務に携わった。1864年、その師団はベンジャミン・フランクリン・バトラー少将が指揮するジェームズ軍の第10軍団の一部となり、バミューダ・ハンドレッド方面作戦とピーターズバーグ包囲戦に参戦した。だいぶ後になるが、エイムズはバトラーの義理の息子になった。その冬、その師団は第24軍団に配置換えとなり、ノースカロライナ州に派遣された。ポトマック軍の任務に続く2年間の間に、エイムズは旅団長と師団長の間を行き来したが（2つの機会では軍団長にもなった）、概して師団長と識別されている。第二次フィッシャー砦の戦いでは、第24軍団第2師団を指揮し、手ごわい海岸要塞に部隊兵を連れて踏み込み、その参謀達の大半が狙撃兵に倒される中で攻略に成功した。エイムズはこの戦闘での功績で志願兵の少将（正規軍の准将）に名誉昇進した。

## ミシシッピ州での政治とアメリカ合衆国上院議員
1868年、エイムズは連邦議会から暫定的ミシシッピ州知事に指名された。その統括範囲は間もなくミシシッピ州とアーカンソー州からなる第5軍事地区に拡張された。この任務にある間、解放奴隷の権利を改善する幾つかの手段を採り、州の歴史では初めて黒人の役職者を指名した。レコンストラクションに最も随わない形として、州内では白人至上主義者の暴力が横行したが、エイムズの任期中の1869年に一般選挙が行われ、翌年州議会が招集された。
ミシシッピ州議会は、州がアメリカ合衆国に再加入を認められた後で、エイムズをアメリカ合衆国上院議員に選出した。エイムズは共和党員としてこの職を1870年2月24日から1874年1月10日まで続けた。エイムズはワシントンD.C.でこの時アメリカ合衆国下院議員となっていた元の上官バトラーの娘、ブランチ・バトラーと出逢い、1870年7月20日に結婚した。夫妻にはアデルバート・エイムズ・ジュニアやバトラー・エイムズを含め、6人の子供ができた。上院議員としてのエイムズは有能な演説家となり、敵対する民主党員ですらその能力を認めるまでになった。
上院では、上院登録法案委員会の委員長を務めた。1873年に再度ミシシッピ州知事に選出された時に、その職に就任するために上院議員を辞職した。1874年に就任する前ですら民主党支持者からかなりの敵意を受けており、1873年12月にはヴィックスバーグで暴動が発生し、黒人が圧倒的多数を占める共和党支持者に対する一連の報復が始まった。1875年の州選挙が近付くと、民主党は黒人に支持された共和党知事を排斥するために武装蜂起を計画した。共和党活動家に対する武装攻撃が急増し、エイムズ知事は連邦政府に救援を依頼したが拒否された。その年の11月、民主党は州議会両院の多数派となった。エイムズはその選挙が有権者に対する選挙妨害と欺瞞に満ちていると考えたので、連邦議会の干渉を要請した。州議会は1876年に招集され、エイムズ知事と州全体の役職者に対する弾劾文書を作成した。エイムズは議会が自分に対する弾劾文書を取り下げることに合意した数ヶ月後に知事職を辞任した。

## その後の生活
エイムズは辞職した後で短期間ミネソタ州ノースフィールドに移り、そこで父や兄弟のやっていた小麦製粉業に合流した。そこに住んでいる間の1876年、ジェシー・ジェイムズとその元南軍ゲリラの一党が町の銀行に押し入ったが失敗した。その銀行にはエイムズ家が投資していることが強盗の大きな理由だった。エイムズはその後ニューヨーク市に移り、さらにマサチューセッツ州ローウェルで製粉業や他の事業の役員となった。
1898年、エイムズは志願兵の准将に指名されて米西戦争のキューバで戦った。その後数年経って、ローウェルでの事業から引退した。その寡生活から書簡が集められて『19世紀の年代記』が1957年に死後出版され、娘のブランチ・エイムズ・エイムズ（彼女は別のエイムズ家の者と結婚した）は伝記『アルバート・エイムズ』を1964年に出版した。
エイムズはフロリダ州オーモンドビーチで友人のジョン・ロックフェラーの敷地に隣り合わせにあった冬の家で、1933年に97歳で死去した。その死のときに少なくとも南北戦争に従軍した最後の将軍になっていた。息子のアデルバート・エイムズ・ジュニアは高名な科学者となり、娘のブランチ・エイムズ・エイムズは著名な婦人参政権論者、発明家、芸術家および著作家になった。ブランチは父の伝記を著した。彼女が設計して建てた邸宅は現在マサチューセッツ州のボーダーランド州立公園の一部となっている。曾孫にはジャーナリストのジョージ・プリントンがいる。エイムズはローウェルのヒルドレス墓地にある義母の家族墓所に埋葬されている。19世紀最大の貨物船のスクーナーガバナー・エイムズ号はエイムズに因んで名付けられた。
ジョン・F・ケネディはジョージ・プリントンを通じて間接的にエイムズ将軍の伝記全文に関与した。『勇気の側面』の中でケネディはエイムズのミシシッピ統治に関する短期間だが衝撃的な姿を生み出すためにジム・クロウ法時代の歴史の文章に頼った。エイムズの娘のブランチはマサチューセッツ州で厄介な人物であり、その叙述に付いて苦情を述べた手紙を当時のケネディ上院議員に送りつけ、ケネディがホワイトハウスに入ってからも攻撃を続けた。ケネディ大統領は友人のプリントンを通じてその祖母であるブランチに彼女が「国の事業を妨害している」と伝えさせた。ブランチの回答はその父についての著書を書くことだった。『勇気の側面』が出版されてからの時代に歴史観が変わり、ミシシッピ州の政治家としてエイムズの役割はより好意的に見られるようになっている。

## 大衆文化の中で
ジェフリー・シャーラの小説『神と将軍』を翻案した同名映画の中では、マット・レッチャーがエイムズを演じている。ニュート・ギングリッチとウィリアム・フォースチェン共著のもう一つの歴史小説『ゲティスバーグ』にもエイムズは登場している。またニコラス・レーマンの歴史作品『レデンプション』（贖罪）でも中心人物である。

## 名誉勲章の受章文
階級と組織：中尉、第5アメリカ砲兵隊。場所と日付：バージニア州ブルラン、1861年7月21日。入隊：メイン州ロックランド。出生地：メイン州イースト・トーマストン。発行日：1894年6月22日。
表彰
| 「 | グリフィン大隊の一部指揮で戦場に残り、負傷した後も砲撃を指図して、部隊兵が置いておいた弾薬箱に弱って座れなくなるまで戦場を離れることを拒否した。 | 」 |